# Phnom Penh Crown
Phnom Penh Crown, opgericht in 2001, is een voetbalclub uit Phnom Penh, Cambodja. Het speelt in de Cambodjaanse voetbalcompetitie. De club heeft verschillende namen gehad: Samart United, Hello United, Phnom Penh Empire en Royal Sword De club werkt zijn wedstrijden af in het Phnom Penh National Olympic Stadium.
Op 20 augustus 2014 tekende de Nederlander Koen Bosma hier een eenjarig contract.

## Prijzenkast
- Cambodjaanse voetbalcompetitie
  - 2002 (als Samart United), 2008, 2010, 2011
- Hun Sen Cup
  - 2008, 2009

## Prestaties in deAFC President's Cup
- 2005: Groepsfase
- 2009: Groepsfase
- 2011: Finalist

## Prestaties inASEANcompetities
- ASEAN Club Championship
  - 2003: Groepsfase

- Singapore Cup
  - 2007: Eerste ronde
  - 2008: Eerste ronde
  - 2009: Kwartfinale

## Bekende (ex-)spelers
- Elroy van der Hooft
- Koen Bosma
- Rick Ketting